# Natació sincronitzada al Campionat del Món de natació de 2005
La competició de natació sincronitzada al Campionat del Món de natació de 2005 es realitzà al Centre Aquàtic d'Île Sainte-Hélène de la ciutat de Mont-real (Canadà).

## Resum de medalles
| Event  | Or | Or     | Plata | Plata  | Bronze | Bronze |
| Solo   | Virginie Dedieu (FRA) | 49.834 | Natalia Ischenko (RUS) | 49.250 | Gemma Mengual (ESP) | 49.167 |
| Duet   | RússiaAnastassia Davídova · Anastassia Iermakova | 99.667 | EspanyaGemma Mengual · Paola Tirados | 98.167 | JapóSaho Harada · Emiko Suzuki | 98.000 |
| Equips | RússiaAnastassia Davídova · Anastassia Iermakova · Maria Gromova · Natalia Ischenko · Elvira Khasyanova · Olga Kuzhela · Olga Larkina · Elena Ovchinnikova · Svetlana Romàixina · Anna Shorina | 99.333 | JapóSaho Harada · Naoko Kawashima · Kanako Kitao · Hiromi Kobayashi · Erika Komura · Takako Konishi · Ayako Matsumura · Emiko Suzuki · Masako Tachibana | 97.833 | EspanyaRaquel Corral · Andrea Fuentes · Tina Fuentes · Thais Henriquez · Gemma Mengual · Gisela Morón · Irina Rodríguez · Paola Tirados · Christina Violan | 97.167 |

Font:FINA

## Medaller
| Posició | País    | Or | Plata | Bronze | Total |
| 1       | Rússia  | 2  | 1     | 0      | 3     |
| 2       | França  | 1  | 0     | 0      | 1     |
| 3       | Espanya | 0  | 1     | 2      | 3     |
| 4       | Japó    | 0  | 1     | 1      | 2     |
| Total   | Total   | 3  | 3     | 3      | 9     |

Font:FINA